# Zbór Kościoła Chrześcijan Baptystów EXE w Gdańsku
Zbór Kościoła Chrześcijan Baptystów EXE w Gdańsku – zbór Kościoła Chrześcijan Baptystów znajdujący się w Gdańsku, spotykający się przy Alei Grunwaldzkiej 229.
Nabożeństwa odbywają się w każdą niedzielę o godzinie 11:15. Raz w miesiącu obchodzi się Wieczerzę Pańską. 
Zbór został utworzony 18 marca 2019 roku, z inicjatywy I Zboru Kościoła Chrześcijan Baptystów w Gdańsku.
Pastorem zboru jest prezbiter Robert Miksa, wcześniej pastor I Zboru Kościoła Chrześcijan Baptystów w Gdańsku.